# Daño de una droga

Categorización de "hard drugs" (rojo), "soft drugs" (amarillo). El diagrama muestra la comparación sobre el daño percibido por varias drogas psicoactivas, sacado de un estudio por psiquiatras especializados en el tratamiento de la adicción. La información está basada en un trabajo escrito por David Nutt et al..

Daño de una droga es el grado de daño que puede llegar a provocar una droga psicoactiva a una persona. El daño de una droga está medido de diferentes maneras, por la adicción que genera y el potencial de daño físico. Las drogas más dañinas son llamadas "hard drugs" (drogas duras) y las menos dañinas "soft drugs" (drogas suaves).
El término "soft drug" es considerado controvertido por la crítica ya que podría implicar que ese tipo de drogas no causa ningún daño.
La distinción entre "soft drugs" y "hard drugs" es importante en la política sobre el consumo de drogas en Los Países Bajos, en donde la producción y uso del cannabis está bajo tolerancia oficial, aunque sujeta a ciertas condiciones. La ley neerlandesa "Opium" contiene dos listas para catalogar las drogas, Lista I y Lista II, las cuales son consideradas coloquialmente como listas de "hard drugs" y "soft drugs" respectivamente. Otros países tienen más de dos categorías: por ejemplo, Reino Unido tiene tres clases: A, B y C.